# Ozero Vidzke
Ozero Vidzke är en sjö i Belarus. Den ligger i den norra delen av landet, 180 km norr om huvudstaden Minsk. Ozero Vidzke ligger 142 meter över havet.
Trakten runt Ozero Vidzke består till största delen av jordbruksmark. Runt Ozero Vidzke är det glesbefolkat, med 17 invånare per kvadratkilometer.